# Norman Lockyer
Norman Lockyer właśc. Joseph Norman Lockyer (ur. 17 maja 1836 w Rugby, Anglia, zm. 16 sierpnia 1920 w Salcombe Regis) – uszlachcony angielski naukowiec i astronom, członek Royal Society.
W 1868 roku odkrył w atmosferze Słońca nieznany wcześniej pierwiastek chemiczny, któremu nadał nazwę hel. W 1866 zapoczątkował spektroskopowe obserwacje plam słonecznych i w 1868 stwierdził, że protuberancje słoneczne powstają w warstwie wokół Słońca, którą nazwał chromosferą. W 1868, niezależnie od P. Janssena, odkrył spektroskopową metodę obserwacji protuberancji słonecznych poza zaćmieniem Słońca, podczas którego jego blask jest przysłonięty. Zidentyfikował pierwiastek hel w widmie słonecznym 27 lat wcześniej niż został on znaleziony na Ziemi. W latach 1870–1905 poprowadził 8 wypraw mających na celu obserwacje zaćmień Słońca. W 1869 założył czasopismo naukowe Nature.

## Nagrody i wyróżnienia
- od 1869 członek Towarzystwa Królewskiego[2]
- 1874 – Medal Rumforda[3]
- 1889 – Medal Janssena[4]

Na jego cześć nazwano:
- krater Lockyer na Marsie[5]
- krater Lockyer na Księżycu[6]